# Medibank International 2011 - Doppio femminile
Il doppio femminile del Medibank International 2011 è stato un torneo di tennis facente parte del WTA Tour 2011.
Cara Black e Liezel Huber erano le campionesse uscenti dopo aver battuto Tathiana Garbin e Nadia Petrova nella finale del 2010. Tuttavia non hanno difeso il titolo essendosi divise alla fine del 2010. Cara Black ha giocato con Anastasija Rodionova come quarta testa di serie, ma le due sono state eliminate al primo turno da Chuang Chia-jung e Hsieh Su-wei. Liezel Huber ha giocato con Nadia Petrova come seconda testa di serie, ma è stata eliminata in semifinale da Iveta Benešová e Barbora Záhlavová-Strýcová.
Iveta Benešová e Barbora Záhlavová-Strýcová hanno battuto in finale Květa Peschke e Katarina Srebotnik con il punteggio di 4–6, 6–4, [10–7].

## Teste di Serie
1. Gisela Dulko /  Flavia Pennetta (primo turno)
2. Liezel Huber /  Nadia Petrova (semifinale)

1. Květa Peschke /  Katarina Srebotnik (finale)
2. Cara Black /  Anastasija Rodionova (primo turno)

## Tabellone

### Legenda
| - Q = Qualificato - WC = Wild card - LL = Lucky loser | - ALT = Alternate - SE = Special Exempt - PR = Protected Ranking | - w/o = Walkover - r = Ritirato - d = Squalificato |